# Szymczakowskia emmrichi
Szymczakowskia emmrichi är en insektsart som beskrevs av Irena Dworakowska 1974. Szymczakowskia emmrichi ingår i släktet Szymczakowskia och familjen dvärgstritar. Inga underarter finns listade i Catalogue of Life.